# Nobuyuki Ōishi (Fußballspieler, 1974)
Nobuyuki Ōishi (jap. 大石 信幸, Ōishi Nobuyuki; * 23. Mai 1974 in der Präfektur Shizuoka) ist ein ehemaliger japanischer Fußballspieler.

## Karriere
Ōishi erlernte das Fußballspielen in der Schulmannschaft der Shizuoka Gakuen High School. Seinen ersten Vertrag unterschrieb er 1993 bei den Yokohama Flügels. Der Verein spielte in der höchsten Liga des Landes, der J1 League. 1993 gewann er mit dem Verein den Kaiserpokal. Für den Verein absolvierte er drei Erstligaspiele. Ende 1996 beendete er seine Karriere als Fußballspieler.

## Erfolge
Yokohama Flügels
- Kaiserpokal

Sieger: 1993